# Temporada 2014 del Campeonato Mundial de Resistencia de la FIA

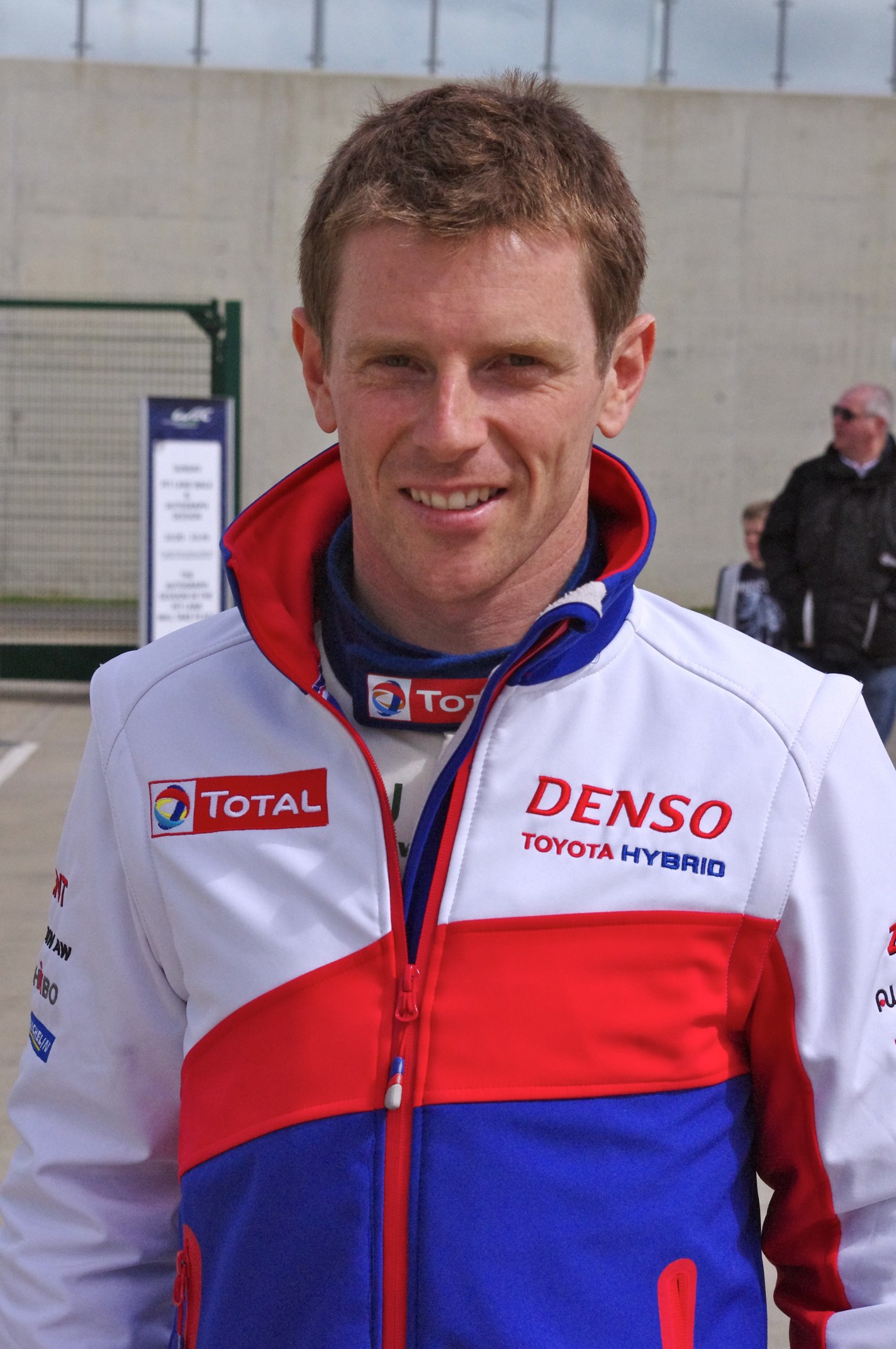
Anthony Davidson (foto) y Sébastien Buemi ganaron el Campeonato de Pilotos.

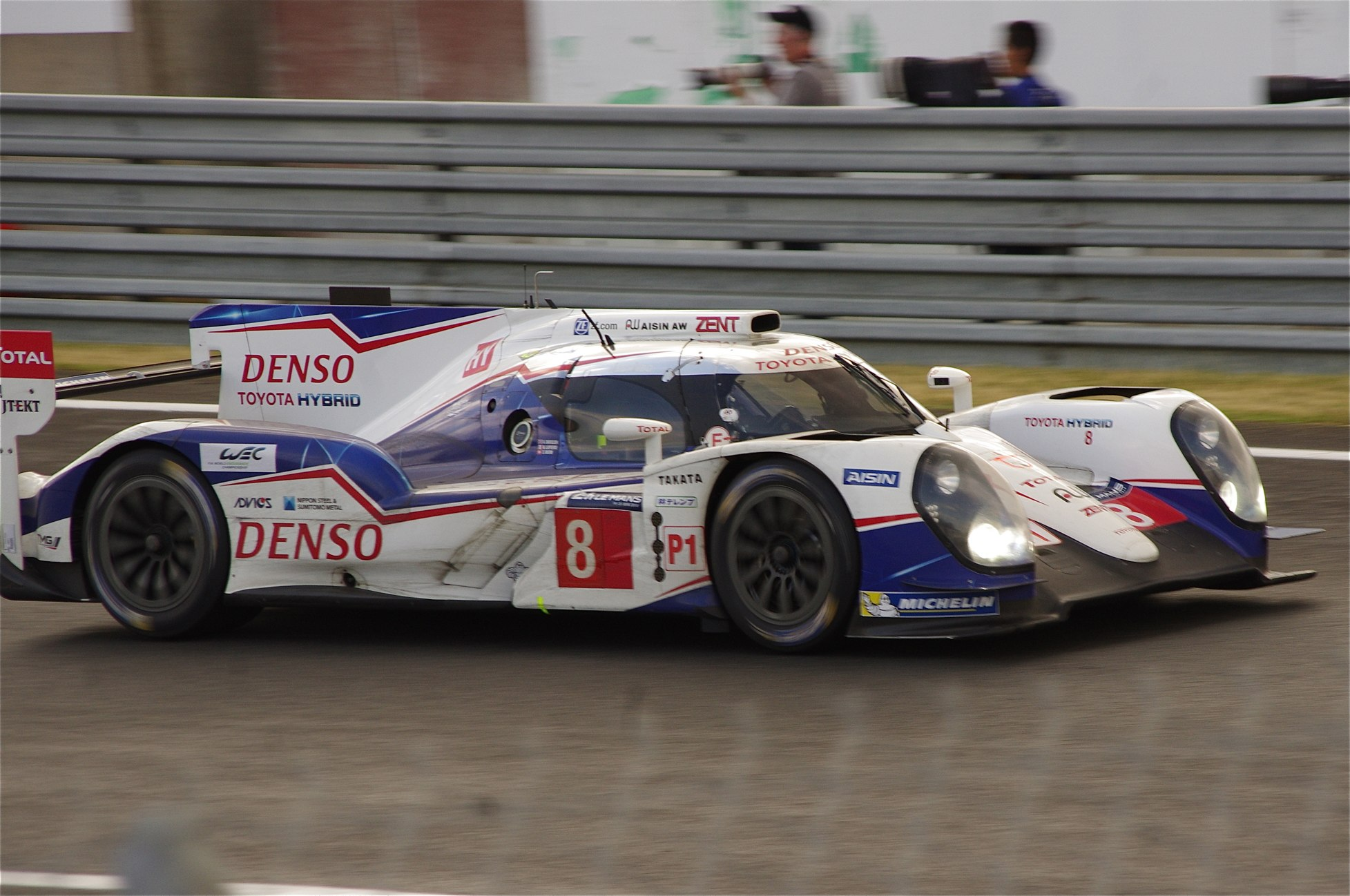
Toyota ganó el Campeonato de constructores con el Toyota TS040 Hybrid.

La Temporada 2014 del Campeonato Mundial de Resistencia de la FIA fue la tercera edición del Campeonato Mundial de Resistencia de la FIA. Fue coorganizado por la Federación Internacional del Automóvil (FIA) y Automobile Club de l'Ouest (ACO). La temporada contiene 8 carreras, dentro de las cuales están las 24 Horas de Le Mans. Empezó el 20 de abril con las 6 Horas de Silverstone y terminó el 30 de noviembre con las 6 Horas de São Paulo.

## Calendario
El Campeonato Mundial de Resistencia de la FIA publicó un calendario provisional el 20 de septiembre de 2013. Las ocho carreras se mantuvieron desde el calendario de 2013, aunque con algunas fechas cambiadas. El 18 de octubre, el calendario fue revisado para evitar algunas colisiones con las carreras de Fórmula 1. En la reunión del Consejo Mundial del Automovilismo celebrada el 4 de diciembre de 2013, la FIA confirmó el calendario de 2014. La ronda del Fuji Speedway tuvo lugar el 12 de octubre, evitando un choque con el United SportsCar Petit Le Mans, y se confirmó la ronda provisional en Interlagos. El calendario fue revisado nuevamente el 31 de enero de 2014, moviendo la ronda de São Paulo al 30 de noviembre para evitar los enfrentamientos con la Fórmula 1.
Las rondas en el Circuito de las Américas y el Circuito Internacional de Baréin ambos terminaron en condiciones nocturnas.
| Ronda | Carrera                              | Circuito                           | Ubicación                | Fecha            |
| ----- | ------------------------------------ | ---------------------------------- | ------------------------ | ---------------- |
| 1     | 6 Horas de Silverstone               | Circuito de Silverstone            | Silverstone, Reino Unido | 20 de abril      |
| 2     | 6 Horas de Spa-Francorchamps         | Circuito de Spa-Francorchamps      | Spa, Bélgica             | 3 de mayo        |
| 3     | 24 Horas de Le Mans                  | Circuito de la Sarthe              | Le Mans, Francia         | 14 y 15 de junio |
| 4     | 6 Horas del Circuito de las Américas | Circuito de las Américas           | Austin, Estados Unidos   | 20 de septiembre |
| 5     | 6 Horas de Fuji                      | Fuji Speedway                      | Shizuoka, Japón          | 12 de octubre    |
| 6     | 6 Horas de Shanghái                  | Circuito Internacional de Shanghái | Shanghái, China          | 2 de noviembre   |
| 7     | 6 Horas de Baréin                    | Circuito Internacional de Baréin   | Sakhir, Baréin           | 15 de noviembre  |
| 8     | 6 Horas de São Paulo                 | Autódromo José Carlos Pace         | São Paulo, Brasil        | 30 de noviembre  |

## Escuderías y pilotos
La FIA reveló una lista de 31 coches para la temporada 2014 del Campeonato Mundial de Resistencia de la FIA, dividida en cinco categorías: Le Mans Prototype 1 -Híbrido (LMP1-H), 1-Ligero (LMP1-L) y 2 (LMP2) Y Le Mans Grand Touring Endurance Profesional (LMGTE Pro) y Amateur (LMGTE Am).
     Inscripción para toda la temporada, elegible para cualquier campeonato.
     Tercer automóvil. Elegible para puntuar solamente en el campeonato de equipos.
     Automóvil adicional. Elegible para el campeonato de pilotos; elegible para el campeonato de constructores únicamente en las 24 Horas de Le Mans.
| Escudería             | Automóvil                          | Neu. | N.º  | Pilotos                  | Pilotos             | Pilotos                  | Rondas       |
| LMP1                  | LMP1                               | LMP1 | LMP1 | LMP1                     | LMP1                | LMP1                     | LMP1         |
| --------------------- | ---------------------------------- | ---- | ---- | ------------------------ | ------------------- | ------------------------ | ------------ |
| Audi Sport Team Joest | Audi R18 e-tron quattro            | M    | 1    | Lucas Di Grassi          | Tom Kristensen      | Loïc Duval               | 1-2, 4-8     |
| Audi Sport Team Joest | Audi R18 e-tron quattro            | M    | 1    | Lucas Di Grassi          | Tom Kristensen      | Marc Gené                | 3            |
| Audi Sport Team Joest | Audi R18 e-tron quattro            | M    | 2    | Marcel Fässler           | André Lotterer      | Benoît Tréluyer          | Todas        |
| Audi Sport Team Joest | Audi R18 e-tron quattro            | M    | 3    | Filipe Albuquerque       | Marco Bonanomi      |                          | 2            |
| Audi Sport Team Joest | Audi R18 e-tron quattro            | M    | 3    | Filipe Albuquerque       | Marco Bonanomi      | Oliver Jarvis            | 3            |
| Toyota Racing         | Toyota TS040 Hybrid                | M    | 7    | Stéphane Sarrazin        | Alexander Wurz      | Kazuki Nakajima          | 1-3, 5-6     |
| Toyota Racing         | Toyota TS040 Hybrid                | M    | 7    | Stéphane Sarrazin        | Alexander Wurz      | Mike Conway              | 4, 7-8       |
| Toyota Racing         | Toyota TS040 Hybrid                | M    | 8    | Sébastien Buemi          | Anthony Davidson    | Nicolas Lapierre         | 1-4          |
| Toyota Racing         | Toyota TS040 Hybrid                | M    | 8    | Sébastien Buemi          | Anthony Davidson    | 5-8                      |              |
| Porsche Team          | Porsche 919 Hybrid                 | M    | 14   | Romain Dumas             | Neel Jani           | Marc Lieb                | Todas        |
| Porsche Team          | Porsche 919 Hybrid                 | M    | 20   | Timo Bernhard            | Brendon Hartley     | Mark Webber              | Todas        |
| LMP1-L                |                                    |      |      |                          |                     |                          |              |
| Lotus                 | CLM P1/01-AER                      | M    | 9    | Christophe Bouchut       | James Rossiter      | Lucas Auer               | 4            |
| Lotus                 | CLM P1/01-AER                      | M    | 9    | Christophe Bouchut       | James Rossiter      | Pierre Kaffer            | 5            |
| Lotus                 | CLM P1/01-AER                      | M    | 9    | Pierre Kaffer            | Lucas Auer          |                          | 6, 8         |
| Lotus                 | CLM P1/01-AER                      | M    | 9    | Pierre Kaffer            | Simon Trummer       | Nathanaël Berthon        | 7            |
| Rebellion Racing      | Lola B12/60-Toyota Rebellion R-One | M    | 12   | Mathias Beche            | Nick Heidfeld       | Nicolas Prost            | Todas        |
| Rebellion Racing      | Lola B12/60-Toyota Rebellion R-One | M    | 13   | Andrea Belicchi          | Fabio Leimer        | Dominik Kraihamer        | Todas        |
| LMP2                  |                                    |      |      |                          |                     |                          |              |
| G-Drive Racing        | Morgan-Nissan Ligier JS P2-Nissan  | D    | 26   | Julien Canal             | Olivier Pla         | Roman Rusinov            | Todas        |
| SMP Racing            | Oreca 03-Nissan                    | M    | 27   | Sergey Zlobin            | Maurizio Mediani    | Nicolas Minassian        | 1-2, 4-8     |
| SMP Racing            | Oreca 03-Nissan                    | M    | 27   | Sergey Zlobin            | Anton Ladygin       | Mika Salo                | 3            |
| SMP Racing            | Oreca 03-Nissan                    | M    | 37   | Kirill Ladygin           | Viktor Shaitar      | Anton Ladygin            | 1-2, 4-8     |
| SMP Racing            | Oreca 03-Nissan                    | M    | 37   | Kirill Ladygin           | Maurizio Mediani    | Nicolas Minassian        | 3            |
| KCMG                  | Oreca 03-Nissan                    | D    | 47   | Richard Bradley          | Matt Howson         | Tsugio Matsuda           | 1, 4         |
| KCMG                  | Oreca 03-Nissan                    | D    | 47   | Richard Bradley          | Matt Howson         | Alexandre Imperatori     | 2-3, 5-8     |
| LMGTE Pro             |                                    |      |      |                          |                     |                          |              |
| AF Corse              | Ferrari 458 Italia                 | M    | 51   | Gianmaria Bruni          | Toni Vilander       |                          | 1-2, 4-8     |
| AF Corse              | Ferrari 458 Italia                 | M    | 51   | Gianmaria Bruni          | Toni Vilander       | Giancarlo Fisichella     | 3            |
| AF Corse              | Ferrari 458 Italia                 | M    | 71   | Davide Rigon             | James Calado        |                          | 1-2, 4-8     |
| AF Corse              | Ferrari 458 Italia                 | M    | 71   | Davide Rigon             | Pierre Kaffer       | Olivier Beretta          | 3            |
| RAM Racing            | Ferrari 458 Italia                 | M    | 52   | Matt Griffin             | Álvaro Parente      |                          | 1            |
| RAM Racing            | Ferrari 458 Italia                 | M    | 52   | Matt Griffin             | Álvaro Parente      | Federico Leo             | 3            |
| Porsche Team Manthey  | Porsche 911 RSR                    | M    | 91   | Jörg Bergmeister         | Patrick Pilet       | Nick Tandy               | 1, 3         |
| Porsche Team Manthey  | Porsche 911 RSR                    | M    | 91   | Jörg Bergmeister         | Patrick Pilet       | 2                        |              |
| Porsche Team Manthey  | Porsche 911 RSR                    | M    | 91   | Jörg Bergmeister         | Nick Tandy          |                          | 4            |
| Porsche Team Manthey  | Porsche 911 RSR                    | M    | 91   | Jörg Bergmeister         | Richard Lietz       |                          | 5-8          |
| Porsche Team Manthey  | Porsche 911 RSR                    | M    | 92   | Frédéric Makowiecki      | Marco Holzer        | Richard Lietz            | 1, 3         |
| Porsche Team Manthey  | Porsche 911 RSR                    | M    | 92   | Frédéric Makowiecki      | Marco Holzer        | 2                        |              |
| Porsche Team Manthey  | Porsche 911 RSR                    | M    | 92   | Frédéric Makowiecki      | Patrick Pilet       |                          | 4-8          |
| Aston Martin Racing   | Aston Martin Vantage V8            | M    | 97   | Stefan Mücke             | Darren Turner       |                          | 1, 4-8       |
| Aston Martin Racing   | Aston Martin Vantage V8            | M    | 97   | Stefan Mücke             | Darren Turner       | Bruno Senna              | 2-3          |
| Aston Martin Racing   | Aston Martin Vantage V8            | M    | 99   | Alex MacDowall           | Fernando Rees       | Darryl O'Young           | 1-6, 8       |
| Aston Martin Racing   | Aston Martin Vantage V8            | M    | 99   | Alex MacDowall           | Fernando Rees       | Abdulaziz Al Faisal      | 7            |
| LMGTE Am              |                                    |      |      |                          |                     |                          |              |
| RAM Racing            | Ferrari 458 Italia                 | M    | 53   | Johnny Mowlem            | Mark Patterson      | Ben Collins              | 1            |
| RAM Racing            | Ferrari 458 Italia                 | M    | 53   | Johnny Mowlem            | Mark Patterson      | Archie Hamilton          | 3            |
| AF Corse              | Ferrari 458 Italia                 | M    | 60   | Peter Ashley Mann        | Raffaele Giammaria  | Lorenzo Casé             | 2-3          |
| AF Corse              | Ferrari 458 Italia                 | M    | 61   | Luis Pérez Companc       | Marco Cioci         | Mirko Venturi            | 1-4          |
| AF Corse              | Ferrari 458 Italia                 | M    | 61   | Bret Curtis              | Jeroen Bleekemolen  | Mike Skeen               | 5            |
| AF Corse              | Ferrari 458 Italia                 | M    | 61   | Alessandro Pier Guidi    | Jeff Segal          | Alexander Talkanitsa Sr. | 7            |
| AF Corse              | Ferrari 458 Italia                 | M    | 61   | Alessandro Pier Guidi    | Jeff Segal          | Emerson Fittipaldi       | 8            |
| AF Corse              | Ferrari 458 Italia                 | M    | 62   | Yannick Mallégol         | Jean-Marc Bachelier | Howard Blank             | 3            |
| AF Corse              | Ferrari 458 Italia                 | M    | 81   | Stephen Wyatt            | Michele Rugolo      | Sam Bird                 | 1, 3         |
| AF Corse              | Ferrari 458 Italia                 | M    | 81   | Stephen Wyatt            | Michele Rugolo      | Andrea Bertolini         | 2, 4-5, 7-8  |
| Prospeed Competition  | Porsche 911 GT3 RSR                | M    | 75   | François Perrodo         | Emmanuel Collard    | Matthieu Vaxivière       | 1-2, 4-8     |
| Prospeed Competition  | Porsche 911 GT3 RSR                | M    | 75   | François Perrodo         | Emmanuel Collard    | Markus Palttala          | 3            |
| Proton Competition    | Porsche 911 RSR                    | M    | 88   | Khaled Al Qubaisi        | Christian Ried      | Klaus Bachler            | 1-5, 7-8     |
| Proton Competition    | Porsche 911 RSR                    | M    | 88   | Khaled Al Qubaisi        | Christian Ried      | Wolf Henzler             | 6            |
| 8 Star Motorsports    | Ferrari 458 Italia                 | M    | 90   | Gianluca Roda            | Paolo Ruberti       | Enzo Potolicchio         | 1-2          |
| 8 Star Motorsports    | Ferrari 458 Italia                 | M    | 90   | Gianluca Roda            | Paolo Ruberti       | Enzo Potolicchio         | 3            |
| 8 Star Motorsports    | Ferrari 458 Italia                 | M    | 90   | Gianluca Roda            | Paolo Ruberti       | Jeff Segal               | 4-5          |
| 8 Star Motorsports    | Ferrari 458 Italia                 | M    | 90   | Gianluca Roda            | Paolo Ruberti       | Matteo Cressoni          | 6-8          |
| Aston Martin Racing   | Aston Martin Vantage V8            | M    | 95   | David Heinemeier Hansson | Kristian Poulsen    | Nicki Thiim              | 1, 3, 5, 7-8 |
| Aston Martin Racing   | Aston Martin Vantage V8            | M    | 95   | David Heinemeier Hansson | Kristian Poulsen    | Richie Stanaway          | 2, 4, 6      |
| Aston Martin Racing   | Aston Martin Vantage V8            | M    | 98   | Paul Dalla Lana          | Pedro Lamy          | Christoffer Nygaard      | Todas        |

## Resultados y estadísticas

### Resultados
| Rnd. | Circuito          | Ganadores LMP1-H                                  | Ganadores LMP1-L                               | Ganadores LMP2                                      | Ganadores LMGTE Pro                                | Ganadores LMGTE Am                                    | Resultados |
| ---- | ----------------- | ------------------------------------------------- | ---------------------------------------------- | --------------------------------------------------- | -------------------------------------------------- | ----------------------------------------------------- | ---------- |
| 1    | Silverstone       | No. 8 Toyota Racing                               | No. 12 Rebellion Racing                        | No. 26 G-Drive Racing                               | No. 92 Porsche Team Manthey                        | No. 95 Aston Martin Racing                            | Resultados |
| 1    | Silverstone       | Sébastien Buemi Anthony Davidson Nicolas Lapierre | Mathias Beche Nick Heidfeld Nicolas Prost      | Julien Canal Olivier Pla Roman Rusinov              | Marco Holzer Richard Lietz Frédéric Makowiecki     | David Heinemeier Hansson Kristian Poulsen Nicki Thiim | Resultados |
| 2    | Spa-Francorchamps | No. 8 Toyota Racing                               | No. 12 Rebellion Racing                        | No. 26 G-Drive Racing                               | No. 51 AF Corse                                    | No. 61 AF Corse                                       | Resultados |
| 2    | Spa-Francorchamps | Sébastien Buemi Anthony Davidson Nicolas Lapierre | Mathias Beche Nick Heidfeld Nicolas Prost      | Julien Canal Olivier Pla Roman Rusinov              | Gianmaria Bruni Toni Vilander                      | Luís Pérez Companc Marco Cioci Mirko Venturi          | Resultados |
| 3    | Le Mans           | No. 2 Audi Sport Team Joest                       | No. 12 Rebellion Racing                        | No. 27 SMP Racing                                   | No. 51 AF Corse                                    | No. 95 Aston Martin Racing                            | Resultados |
| 3    | Le Mans           | Marcel Fässler André Lotterer Benoît Tréluyer     | Mathias Beche Nick Heidfeld Nicolas Prost      | Sergey Zlobin Anton Ladygin Mika Salo               | Gianmaria Bruni Giancarlo Fisichella Toni Vilander | David Heinemeier Hansson Kristian Poulsen Nicki Thiim | Resultados |
| 4    | Austin            | No. 2 Audi Sport Team Joest                       | No. 12 Rebellion Racing                        | No. 47 KCMG                                         | No. 97 Aston Martin Racing                         | No. 98 Aston Martin Racing                            | Resultados |
| 4    | Austin            | Marcel Fässler André Lotterer Benoît Tréluyer     | Mathias Beche Nick Heidfeld Nicolas Prost      | Matthew Howson Richard Bradley Tsugio Matsuda       | Darren Turner Stefan Mücke                         | Paul Dalla Lana Pedro Lamy Christoffer Nygaard        | Resultados |
| 5    | Fuji              | No. 8 Toyota Racing                               | No. 13 Rebellion Racing                        | No. 26 G-Drive Racing                               | No. 51 AF Corse                                    | No. 95 Aston Martin Racing                            | Resultados |
| 5    | Fuji              | Sébastien Buemi Anthony Davidson                  | Dominik Kraihamer Andrea Belicchi Fabio Leimer | Julien Canal Olivier Pla Roman Rusinov              | Gianmaria Bruni Toni Vilander                      | David Heinemeier Hansson Kristian Poulsen Nicki Thiim | Resultados |
| 6    | Shanghái          | No. 8 Toyota Racing                               | No. 12 Rebellion Racing                        | No. 26 G-Drive Racing                               | No. 92 Porsche Team Manthey                        | No. 98 Aston Martin Racing                            | Resultados |
| 6    | Shanghái          | Sébastien Buemi Anthony Davidson                  | Mathias Beche Nick Heidfeld Nicolas Prost      | Julien Canal Olivier Pla Roman Rusinov              | Patrick Pilet Frédéric Makowiecki                  | Paul Dalla Lana Pedro Lamy Christoffer Nygaard        | Resultados |
| 7    | Bahrain           | No. 7 Toyota Racing                               | No. 13 Rebellion Racing                        | No. 47 KCMG                                         | No. 51 AF Corse                                    | No. 95 Aston Martin Racing                            | Resultados |
| 7    | Bahrain           | Alexander Wurz Stéphane Sarrazin Mike Conway      | Dominik Kraihamer Andrea Belicchi Fabio Leimer | Matthew Howson Richard Bradley Alexandre Imperatori | Gianmaria Bruni Toni Vilander                      | David Heinemeier Hansson Kristian Poulsen Nicki Thiim | Resultados |
| 8    | Interlagos        | No. 14 Porsche Team                               | No. 13 Rebellion Racing                        | No. 47 KCMG                                         | No. 97 Aston Martin Racing                         | No. 98 Aston Martin Racing                            | Resultados |
| 8    | Interlagos        | Marc Lieb Romain Dumas Neel Jani                  | Dominik Kraihamer Andrea Belicchi Fabio Leimer | Matthew Howson Richard Bradley Alexandre Imperatori | Darren Turner Stefan Mücke                         | Paul Dalla Lana Pedro Lamy Christoffer Nygaard        | Resultados |

### Campeonatos de pilotos
Cinco títulos fueron otorgados a los pilotos en la temporada 2014. Un campeonato del mundo fue reservado para los conductores LMP1 y LMP2. Una Copa del Mundo estaba disponible para los conductores en las categorías LMGTE. Además, también se otorgaron tres trofeos de resistencia de la FIA a los conductores de las categorías LMP1-L, LMP2 y LMGTE Am.

#### Campeonato Mundial de Resistencia de pilotos
| Pos. | Piloto            | Equipo                | SIL | SPA | LMS | COA | FUJ | SHA | BHR | SÃO | Puntos |
| ---- | ----------------- | --------------------- | --- | --- | --- | --- | --- | --- | --- | --- | ------ |
| 1    | Anthony Davidson  | Toyota Racing         | 1   | 1   | 3   | 3   | 1   | 1   | 10  | 2   | 166    |
| 1    | Sébastien Buemi   | Toyota Racing         | 1   | 1   | 3   | 3   | 1   | 1   | 10  | 2   | 166    |
| 2    | André Lotterer    | Audi Sport Team Joest | Ret | 5   | 1   | 1   | 6   | 4   | 4   | 5   | 127    |
| 2    | Benoît Tréluyer   | Audi Sport Team Joest | Ret | 5   | 1   | 1   | 6   | 4   | 4   | 5   | 127    |
| 2    | Marcel Fässler    | Audi Sport Team Joest | Ret | 5   | 1   | 1   | 6   | 4   | 4   | 5   | 127    |
| 3    | Marc Lieb         | Porsche Team          | Ret | 4   | 5   | 4   | 4   | 3   | 2   | 1   | 117    |
| 3    | Romain Dumas      | Porsche Team          | Ret | 4   | 5   | 4   | 4   | 3   | 2   | 1   | 117    |
| 3    | Neel Jani         | Porsche Team          | Ret | 4   | 5   | 4   | 4   | 3   | 2   | 1   | 117    |
| 4    | Lucas Di Grassi   | Audi Sport Team Joest | Ret | 2   | 2   | 2   | 5   | 5   | 5   | 3   | 117    |
| 4    | Tom Kristensen    | Audi Sport Team Joest | Ret | 2   | 2   | 2   | 5   | 5   | 5   | 3   | 117    |
| 5    | Alexander Wurz    | Toyota Racing         | 2   | 3   | Ret | 6   | 2   | 2   | 1   | 4   | 116    |
| 5    | Stéphane Sarrazin | Toyota Racing         | 2   | 3   | Ret | 6   | 2   | 2   | 1   | 4   | 116    |
| 6    | Nicolas Lapierre  | Toyota Racing         | 1   | 1   | 3   | 3   |     |     |     |     | 96     |
| 7    | Loïc Duval        | Audi Sport Team Joest | Ret | 2   | WD  | 2   | 5   | 5   | 5   | 3   | 81     |
| 8    | Kazuki Nakajima   | Toyota Racing         | 2   | 3   | Ret |     | 2   | 2   |     |     | 71     |
| 9    | Timo Bernhard     | Porsche Team          | 3   | 12  | NC  | 5   | 3   | 6   | 3   | Ret | 64.5   |
| 9    | Mark Webber       | Porsche Team          | 3   | 12  | NC  | 5   | 3   | 6   | 3   | Ret | 64.5   |
| 9    | Brendon Hartley   | Porsche Team          | 3   | 12  | NC  | 5   | 3   | 6   | 3   | Ret | 64.5   |
| 10   | Mathias Beche     | Rebellion Racing      | 4   | 7   | 4   | 7   | 12  | 7   | 7   | 8   | 64.5   |
| 10   | Nicolas Prost     | Rebellion Racing      | 4   | 7   | 4   | 7   | 12  | 7   | 7   | 8   | 64.5   |
| 10   | Nick Heidfeld     | Rebellion Racing      | 4   | 7   | 4   | 7   | 12  | 7   | 7   | 8   | 64.5   |
| 11   | Mike Conway       | Toyota Racing         |     |     |     | 6   |     |     | 1   | 4   | 45     |
| 12   | Marc Gené         | Audi Sport Team Joest |     |     | 2   |     |     |     |     |     | 36     |
| Pos. | Piloto            | Equipo                | SIL | SPA | LMS | COA | FUJ | SHA | BHR | SÃO | Puntos |

| Color     | Resultado                                                               |
| --------- | ----------------------------------------------------------------------- |
| Oro       | Ganador                                                                 |
| Plata     | 2.ª plaza                                                               |
| Bronce    | 3.ª plaza                                                               |
| Verde     | Finalizó en los puntos                                                  |
| Azul      | Finalizó sin puntos                                                     |
| Azul      | NC - No clasificado                                                     |
| Violeta   | Ret - No terminó (Carrera)                                              |
| Rojo      | DNQ - No se clasificó                                                   |
| Negro     | DSQ - Descalificado                                                     |
| Blanco    | DNS - No empezó (carrera)                                               |
| Blanco    | WD - Retirado (fin de semana)                                           |
| Blanco    | C - Carrera cancelada                                                   |
| Sin color | DNP - Inscrito pero no participó                                        |
| Sin color | INJ - Lesionado                                                         |
| Sin color | EX - Excluido                                                           |
| Estado    | Resultado                                                               |
| Negrita   | Pole position                                                           |
| Cursiva   | Vuelta rápida                                                           |
| †         | Abandona, pero clasifica al completar el porcentaje requerido para ello |

#### Copa del Mundo de Resistencia para pilotos de GT
| Pos. | Piloto                   | Equipo               | SIL | SPA | LMS | COA | FUJ | SHA | BHR | SÃO | Puntos |
| ---- | ------------------------ | -------------------- | --- | --- | --- | --- | --- | --- | --- | --- | ------ |
| 1    | Gianmaria Bruni          | AF Corse             | 4   | 1   | 1   | 3   | 1   | Ret | 1   | 4   | 168    |
| 1    | Toni Vilander            | AF Corse             | 4   | 1   | 1   | 3   | 1   | Ret | 1   | 4   | 168    |
| 2    | Frédéric Makowiecki      | Porsche Team Manthey | 1   | 9   | 2   | 2   | 11  | 1   | 5   | 2   | 134.5  |
| 3    | Richard Lietz            | Porsche Team Manthey | 1   |     | 2   |     | 4   | 2   | 4   | 6   | 111    |
| 4    | Patrick Pilet            | Porsche Team Manthey | 2   | 2   | 11  | 2   | 11  | 1   | 5   | 2   | 108.5  |
| 5    | Darren Turner            | Aston Martin Racing  | 3   | 4   | 10  | 1   | 9   | Ret | 2   | 1   | 102    |
| 5    | Stefan Mücke             | Aston Martin Racing  | 3   | 4   | 10  | 1   | 9   | Ret | 2   | 1   | 102    |
| 6    | Jörg Bergmeister         | Porsche Team Manthey | 2   | 2   | 11  | 4   | 4   | 2   | 4   | 6   | 99     |
| 7    | Davide Rigon             | AF Corse             | 5   | 3   | Ret | 7   | 2   | 3   | 3   | 3   | 94     |
| 7    | James Calado             | AF Corse             | 5   | 3   | WD  | 7   | 2   | 3   | 3   | 3   | 94     |
| 8    | Kristian Poulsen         | Aston Martin Racing  | 8   | 7   | 3   | 6   | 5   | 6   | 6   | 8   | 78     |
| 8    | David Heinemeier Hansson | Aston Martin Racing  | 8   | 7   | 3   | 6   | 5   | 6   | 6   | 8   | 78     |
| 9    | Marco Holzer             | Porsche Team Manthey | 1   | 9   | 2   |     |     |     |     |     | 63     |
| 10   | Nicki Thiim              | Aston Martin Racing  | 8   |     | 3   |     | 5   |     | 6   | 8   | 56     |
| 11   | Christoffer Nygaard      | Aston Martin Racing  | 9   | 8   | 7   | 5   | 6   | 5   | 8   | 7   | 56     |
| 11   | Pedro Lamy               | Aston Martin Racing  | 9   | 8   | 7   | 5   | 6   | 5   | 8   | 7   | 56     |
| 11   | Paul Dalla Lana          | Aston Martin Racing  | 9   | 8   | 7   | 5   | 6   | 5   | 8   | 7   | 56     |
| 12   | Alex MacDowall           | Aston Martin Racing  | 7   | 5   | WD  | 10  | 3   | 4   | 12  | 5   | 55.5   |
| 12   | Fernando Rees            | Aston Martin Racing  | 7   | 5   | WD  | 10  | 3   | 4   | 12  | 5   | 55.5   |
| Pos. | Piloto                   | Equipo               | SIL | SPA | LMS | COA | FUJ | SHA | BHR | SÃO | Puntos |

#### Trofeo LMP1 para pilotos de equipos privados
| Pos. | Piloto             | Equipo           | SIL | SPA | LMS | COA | FUJ | SHA | BHR | SÃO | Puntos |
| ---- | ------------------ | ---------------- | --- | --- | --- | --- | --- | --- | --- | --- | ------ |
| 1    | Mathias Beche      | Rebellion Racing | 1   | 1   | 1   | 1   | 2   | 1   | 2   | 2   | 204    |
| 1    | Nicolas Prost      | Rebellion Racing | 1   | 1   | 1   | 1   | 2   | 1   | 2   | 2   | 204    |
| 1    | Nick Heidfeld      | Rebellion Racing | 1   | 1   | 1   | 1   | 2   | 1   | 2   | 2   | 204    |
| 2    | Andrea Belicchi    | Rebellion Racing | Ret | Ret | Ret | Ret | 1   | 2   | 1   | 1   | 93     |
| 2    | Dominik Kraihamer  | Rebellion Racing | Ret | Ret | Ret | Ret | 1   | 2   | 1   | 1   | 93     |
| 2    | Fabio Leimer       | Rebellion Racing | Ret | Ret | Ret | Ret | 1   | 2   | 1   | 1   | 93     |
| 3    | Lucas Auer         | Lotus            |     |     |     | 2   |     | 3   |     | Ret | 33     |
| 4    | Christophe Bouchut | Lotus            |     |     |     | 2   | Ret |     |     |     | 18     |
| 4    | James Rossiter     | Lotus            |     |     |     | 2   | Ret |     |     |     | 18     |
| 5    | Pierre Kaffer      | Lotus            |     |     |     |     | Ret | 3   | Ret | Ret | 15     |

#### Trofeo de resistencia FIA para pilotos de LMP2
| Pos. | Piloto               | Equipo         | SIL | SPA | LMS | COA | FUJ | SHA | BHR | SÃO | Puntos |
| ---- | -------------------- | -------------- | --- | --- | --- | --- | --- | --- | --- | --- | ------ |
| 1    | Sergey Zlobin        | SMP Racing     | 3   | 4   | 1   | 2   | 3   | 2   | Ret | 2   | 146    |
| 2    | Olivier Pla          | G-Drive Racing | 1   | 1   | Ret | 3   | 1   | 1   | 3   | Ret | 137    |
| 2    | Julien Canal         | G-Drive Racing | 1   | 1   | Ret | 3   | 1   | 1   | 3   | Ret | 137    |
| 2    | Roman Rusinov        | G-Drive Racing | 1   | 1   | Ret | 3   | 1   | 1   | 3   | Ret | 137    |
| 3    | Matthew Howson       | KCMG           | 2   | 2   | Ret | 1   | 2   | Ret | 1   | 1   | 130    |
| 3    | Richard Bradley      | KCMG           | 2   | 2   | Ret | 1   | 2   | Ret | 1   | 1   | 130    |
| 4    | Anton Ladygin        | SMP Racing     | Ret | 3   | 1   | Ret | 4   | 3   | 2   | Ret | 110    |
| 5    | Nicolas Minassian    | SMP Racing     | 3   | 4   | Ret | 2   | 3   | 2   | Ret | 2   | 96     |
| 5    | Maurizio Mediani     | SMP Racing     | 3   | 4   | Ret | 2   | 3   | 2   | Ret | 2   | 96     |
| 6    | Alexandre Imperatori | KCMG           |     | 2   | Ret |     | 2   | Ret | 1   | 1   | 87     |
| 7    | Kirill Ladygin       | SMP Racing     | Ret | 3   | Ret | Ret | 4   | 3   | 2   | Ret | 60     |
| 7    | Viktor Shaitar       | SMP Racing     | Ret | 3   |     | Ret | 4   | 3   | 2   | Ret | 60     |

#### Trofeo de resistencia FIA para pilotos de LMGTE Am
| Pos. | Piloto                   | Equipo              | SIL | SPA | LMS | COA | FUJ | SHA | BHR | SÃO | Puntos |
| ---- | ------------------------ | ------------------- | --- | --- | --- | --- | --- | --- | --- | --- | ------ |
| 1    | Kristian Poulsen         | Aston Martin Racing | 1   | 2   | 1   | 2   | 1   | 2   | 1   | 2   | 198    |
| 1    | David Heinemeier Hansson | Aston Martin Racing | 1   | 2   | 1   | 2   | 1   | 2   | 1   | 2   | 198    |
| 2    | Christoffer Nygaard      | Aston Martin Racing | 2   | 3   | 5   | 1   | 2   | 1   | 3   | 1   | 164    |
| 2    | Pedro Lamy               | Aston Martin Racing | 2   | 3   | 5   | 1   | 2   | 1   | 3   | 1   | 164    |
| 2    | Paul Dalla Lana          | Aston Martin Racing | 2   | 3   | 5   | 1   | 2   | 1   | 3   | 1   | 164    |
| 3    | Nicki Thiim              | Aston Martin Racing | 1   |     | 1   |     | 1   |     | 1   | 2   | 144    |
| 4    | Christian Ried           | Proton Competition  | 4   | 4   | 2   | 3   | 4   | 5   | 4   | 4   | 121    |
| 4    | Khaled Al Qubaisi        | Proton Competition  | 4   | 4   | 2   | 3   | 4   | 5   | 4   | 4   | 121    |
| 5    | Klaus Bachler            | Proton Competition  | 4   | 4   | 2   | 3   | 4   |     | 4   | 4   | 111    |
| 6    | Luís Pérez Companc       | AF Corse            | 6   | 1   | 3   | 4   |     |     |     |     | 76     |
| 6    | Marco Cioci              | AF Corse            | 6   | 1   | 3   | 4   |     |     |     |     | 76     |
| 6    | Mirko Venturi            | AF Corse            | 6   | 1   | 3   | 4   |     |     |     |     | 76     |
| 7    | Stephen Wyatt            | AF Corse            | 3   | 5   | Ret | 6   | Ret |     | 2   | 3   | 68     |
| 7    | Michele Rugolo           | AF Corse            | 3   | 5   | Ret | 6   | Ret |     | 2   | 3   | 68     |

### Campeonatos de constructores

#### Campeonato Mundial de Resistencia para constructores
| Pos. | Constructores | SIL | SPA | LMS | COA | FUJ | SHA | BHR | SÃO | Puntos |
| ---- | ------------- | --- | --- | --- | --- | --- | --- | --- | --- | ------ |
| 1    | Toyota        | 1   | 1   | 3   | 3   | 1   | 1   | 1   | 2   | 289    |
| 1    | Toyota        | 2   | 3   | Ret | 6   | 2   | 2   | 6   | 4   | 289    |
| 2    | Audi          | Ret | 2   | 1   | 1   | 5   | 4   | 4   | 3   | 244    |
| 2    | Audi          | Ret | 5   | 2   | 2   | 6   | 5   | 5   | 5   | 244    |
| 3    | Porsche       | 3   | 4   | 4   | 4   | 3   | 3   | 2   | 1   | 193    |
| 3    | Porsche       | Ret | 6   | NC  | 5   | 4   | 6   | 3   | Ret | 193    |

#### Copa del Mundo de Resistencia de constructores de GT
| Pos. | Constructores | SIL | SPA | LMS | COA | FUJ | SHA | BHR | SÃO | Puntos |
| ---- | ------------- | --- | --- | --- | --- | --- | --- | --- | --- | ------ |
| 1    | Ferrari       | 4   | 1   | 1   | 3   | 1   | 3   | 1   | 3   | 288    |
| 1    | Ferrari       | 5   | 3   | 5   | 7   | 2   | 7   | 3   | 4   | 288    |
| 2    | Porsche       | 1   | 2   | 2   | 2   | 4   | 1   | 4   | 2   | 262    |
| 2    | Porsche       | 2   | 9   | 4   | 4   | 7   | 2   | 5   | 6   | 262    |
| 3    | Aston Martin  | 3   | 4   | 3   | 1   | 3   | 4   | 2   | 1   | 232    |
| 3    | Aston Martin  | 7   | 5   | 7   | 5   | 5   | 5   | 6   | 5   | 232    |

### Campeonatos de equipos

#### Trofeo de resistencia FIA para equipos privados LMP1
| Pos. | Automóvil | Equipo           | SIL | SPA | LMS | COA | FUJ | SHA | BHR | SÃO | Puntos |
| ---- | --------- | ---------------- | --- | --- | --- | --- | --- | --- | --- | --- | ------ |
| 1    | 12        | Rebellion Racing | 1   | 1   | 1   | 1   | 2   | 1   | 2   | 2   | 204    |
| 2    | 13        | Rebellion Racing | Ret | Ret | Ret | Ret | 1   | 2   | 1   | 1   | 93     |
| 3    | 9         | Lotus            |     |     |     | 2   | Ret | 3   | Ret | Ret | 33     |

#### Trofeo de resistencia FIA para equipos LMP2
| Pos. | Automóvil | Equipo         | SIL | SPA | LMS | COA | FUJ | SHA | BHR | SÃO | Puntos |
| ---- | --------- | -------------- | --- | --- | --- | --- | --- | --- | --- | --- | ------ |
| 1    | 27        | SMP Racing     | 3   | 4   | 1   | 2   | 3   | 2   | Ret | 2   | 146    |
| 2    | 26        | G-Drive Racing | 1   | 1   | Ret | 3   | 1   | 1   | 3   | Ret | 137    |
| 3    | 47        | KCMG           | 2   | 2   | Ret | 1   | 2   | Ret | 1   | 1   | 130    |
| 4    | 37        | SMP Racing     | Ret | 3   | Ret | Ret | 4   | 3   | 2   | Ret | 60     |

#### Trofeo de resistencia FIA para equipos LMGTE Pro
| Pos. | Automóvil | Equipo               | SIL | SPA | LMS | COA | FUJ | SHA | BHR | SÃO | Puntos |
| ---- | --------- | -------------------- | --- | --- | --- | --- | --- | --- | --- | --- | ------ |
| 1    | 51        | AF Corse             | 4   | 1   | 1   | 3   | 1   | Ret | 1   | 4   | 168    |
| 2    | 92        | Porsche Team Manthey | 1   | 6   | 2   | 2   | 6   | 1   | 5   | 2   | 148    |
| 3    | 97        | Aston Martin Racing  | 3   | 4   | 3   | 1   | 5   | Ret | 2   | 1   | 138    |
| 4    | 91        | Porsche Team Manthey | 2   | 2   | 4   | 4   | 4   | 2   | 4   | 6   | 122    |
| 5    | 71        | AF Corse             | 5   | 3   | Ret | 5   | 2   | 3   | 3   | 3   | 98     |
| 6    | 99        | Aston Martin Racing  | 7   | 5   | WD  | 6   | 3   | 4   | 6   | 5   | 70     |
| 7    | 52        | Ram Racing           | 6   |     | Ret |     |     |     |     |     | 8      |

#### Trofeo de resistencia FIA para equipos LMGTE Am
| Pos. | Automóvil | Equipo               | SIL | SPA | LMS | COA | FUJ | SHA | BHR | SÃO | Puntos |
| ---- | --------- | -------------------- | --- | --- | --- | --- | --- | --- | --- | --- | ------ |
| 1    | 95        | Aston Martin Racing  | 1   | 2   | 1   | 2   | 1   | 2   | 1   | 2   | 198    |
| 2    | 98        | Aston Martin Racing  | 2   | 3   | 5   | 1   | 2   | 1   | 3   | 1   | 164    |
| 3    | 88        | Proton Competition   | 4   | 4   | 2   | 3   | 4   | 5   | 4   | 4   | 121    |
| 4    | 61        | AF Corse             | 6   | 1   | 3   | 4   | 5   |     | 6   | 6   | 102    |
| 5    | 81        | AF Corse             | 3   | 5   | Ret | 6   | Ret |     | 2   | 3   | 68     |
| 6    | 90        | 8 Star Motorsports   | Ret | 7   | 4   | 5   | Ret | 3   | 5   | Ret | 65     |
| 7    | 75        | Prospeed Competition | Ret | 6   | Ret | 7   | 3   | 4   | 7   | 5   | 58     |
| 8    | 53        | Ram Racing           | 5   |     | 6   |     |     |     |     |     | 26     |